# Wolvennest
Wolvennest est un groupe belge de black metal psychédélique, originaire de Bruxelles.

## Histoire
Wolvennest est formé en 2013 par Michel Kirby, Corvus von Burtle et Marc De Backer, tous les trois guitaristes. Le premier album du groupe, WLVNNST Featuring Der Blutharsch and the Infinite Church of the Leading Hand, sort le 22 février 2016 sur le label WéMè Records. Il s'agit d'une collaboration avec Albin Julius et Marthynna, membres du groupe autrichien Der Blutharsch. C'est grâce à Leslie, qui gère l'association A Thousand Lost Civilizations, que Michel Kirby a pu rentrer en contact eux. Leslie par ailleurs s'occupe entre 2016 et 2022 de tous les visuels projetés durant les concerts,. 
Ce premier album est produit par Déhà, qui y assure aussi les parties de piano, de batteries ainsi que certaines chantées. Il devient rapidement un membre important de Wolvennest, notamment en tant que producteur. La formation est alors un groupe de studio. C'est pour les besoins du live que d'autres membres sont recrutés. Michel Kirby contacte Shazzula, qu'il connait en tant que chanteuse du groupe français Aqua Nebula Oscillator,. Sont aussi engagés Jason van Gulick à la batterie et John Marx à la basse. Le premier concert de Wolvennest a lieu le 29 avril 2016. Jason van Gulick annonce son départ de la formation le 23 septembre 2017, il est remplacé par Bram Moerenhout. 
En 2018 paraît VOID, le deuxième album du groupe. Il a été enregistré au Forbidden Frequencies, home studio du groupe. Il s'agit du premier album à voir apparaître Shazzula. Il sort sur le label Ván Records, qui en profite pour rééditer WLVNNST. En 2019 paraît l'EP Vortex composé de trois titres.
Le 29 février 2020, Wolvennest joue leur dernière date avant les annulations dues à la pandémie de Covid-19. Ce concert donné à Bruxelles est enregistré et donne l'album live Ritual MMXX qui sort en avril 2021. Ils en font très peu de promotions pour éviter d'empiéter sur celle de leur nouvel album.
Le 5 mars 2021 sort Temple, leur troisième album, chez Ván Records. L'album a été enregistré durant la Pandémie de Covid-19. Le son a été travaillé pour proposer quelque chose de plus lourd et plus proche de ce que le groupe proposait en live. TJ Cowgill de King Dude a été invité à chanter sur le titre Succubus. En avril 2021, le groupe participe au Roadburn Redux, une version en ligne du festival due au confinement. Ils réalisent deux shows dont un sous le nom de The Nest qui voit le groupe inviter de nombreux collaborateurs du collectif. Le 24 mars 2022 sort The Nest : Her True Nature chez Ván Records, version studio de leur performance au Roadburn Redux.
The Dark Path to the Light sort le 6 octobre 2023, chez Ván Records. L'artwork est réalisé par le duo d'artiste belge Mothmeister,.

## Philosophie
Le nom du groupe, Wolvennest, s'inspire de celui d'une chambre d'hôtes, situé aux Pays-Bas, qui s'appelle 't Wolvennest. Michel Kirby trouve que le concept de « nid de loups » reflète bien l'identité du projet et ses multiples influences. Pour lui, Wolvennest est plus que la somme des individualités du groupe, et que la formation est un collectif qu'il nomme le « Nest ». Celui-ci s'étend au-delà de la formation live et comprend d'autres musiciens comme Tommie Ericksson (Saturnalia Temple), Raven Van Dorst (Dool), Alan Averill (Primordial, Dread Sovereign), Meilenwald (Ruins Of Beverast) et Déhà, Bones (Dread Sovereign). La musique de Wolvennest est un mélange des genres dont les riffs de bases des morceaux sont inspirés par le Black Metal, mais joué beaucoup plus lentement et de façon plus hypnotique.

## Membres

### Membres actuels
- Shazzula – chant, claviers, thérémine (depuis 2015).
- Marc De Backer – guitare (depuis 2013).
- Michel Kirby – guitare (depuis 2013).
- Corvus von Burtle – guitare, basse, claviers (depuis 2013).
- John Marx – basse (depuis 2015).
- Déhà – batterie, piano, chant.
- Bram Moerenhout – batterie (depuis 2017).

### Anciens membres
- Jason van Gulick – batterie (2015-2017).

## Discographie

### Albums studio
- 2016 : WLVNNST Featuring Der Blutharsch And The Infinite Church Of The Leading Hand.
- 2018 : Void.
- 2021 : Temple.
- 2023 : The Dark Path to the Light.

### Album live
- 2021 : Ritual MMXX.

### Singles et EP
- 2018 : Der Blutharsch and the Infinite Church of the Leading Hand Featuring Wolvennest – Leave Me Alone.
- 2019 : Vortex.